# 日本通信教育振興協会
公益社団法人日本通信教育振興協会（にほんつうしんきょういくしんこうきょうかい）は、社会通信教育を振興するためにつくられた公益法人である。

## 事業概要
- 生涯学習奨励講座の認定活動。
- 「文部科学大臣賞」の授与。
- 全国生涯学習フェスティバル実行委員会会長賞と日本通信教育振興協会会長賞の制定と表彰式
- 生涯学習奨励講座のご案内の発行。
- 全国生涯学習フェスティバルへの参加。
- 文部科学省の委託を受けた調査・研究・開発事業。

## 沿革
- 1988年・・・日本通信教育振興協会が創設。
- 1995年・・・文部大臣（現文部科学大臣）により社団法人化。
- 2005年・・・新たに「学習指導員」の育成を開始。